# Circuit bending

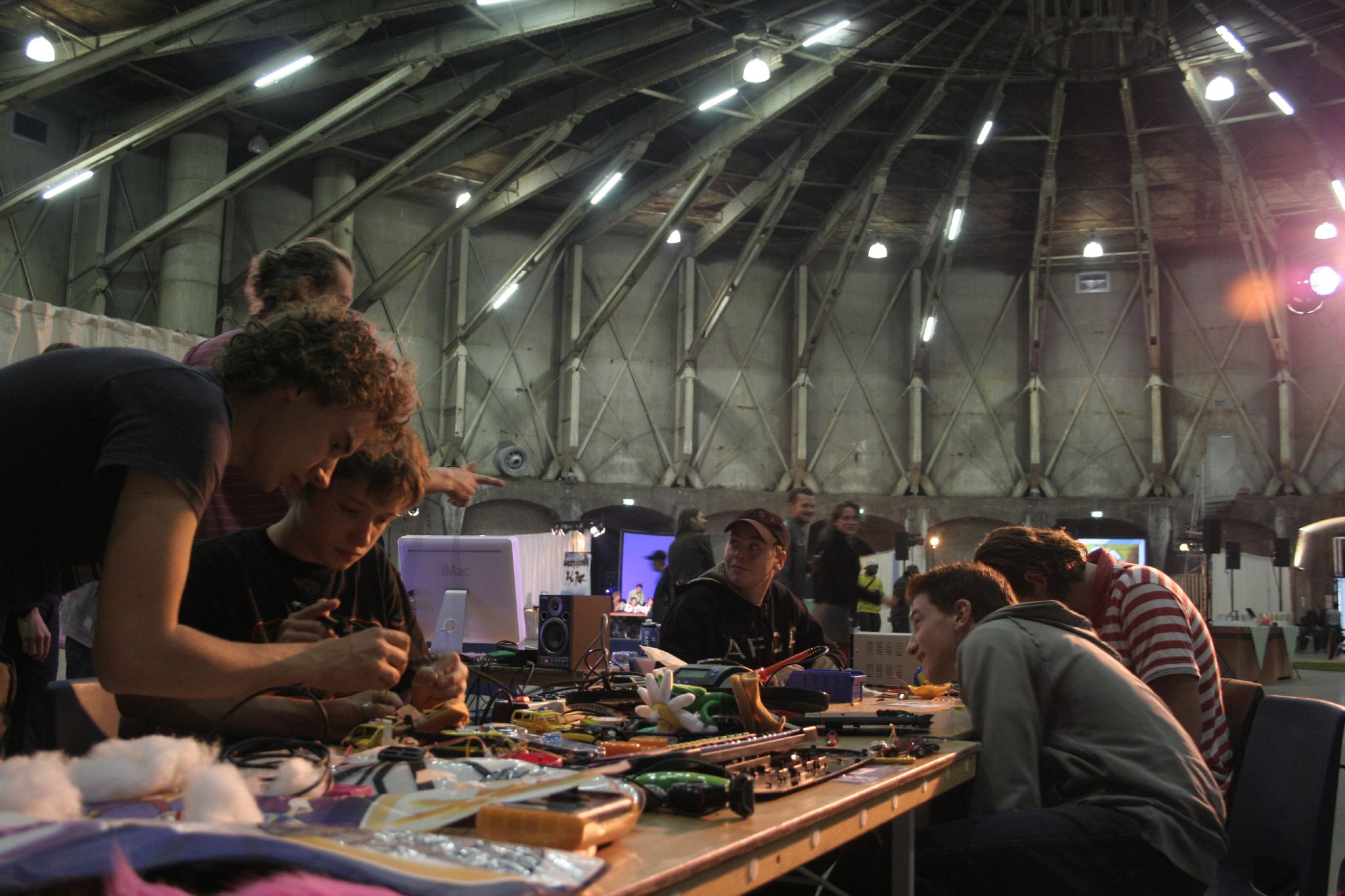
Circuit bending workshop

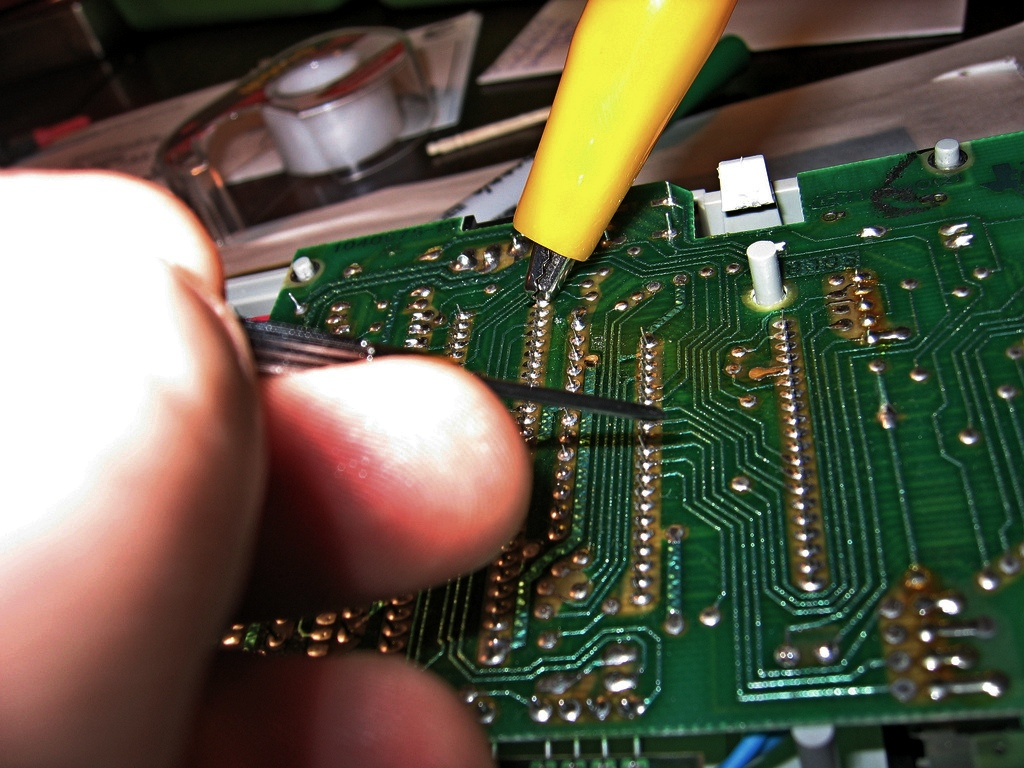
Sökning efter "böjningar" med en liten skruvmejsel och krokodilklämmor

Circuit bending, kretsböjning, är en metod varigenom det går att få elektroniska kretsar att göra saker som de ursprungligen inte var tänkta eller konstruerade för. Det går till exempel att få elektroniska leksaker med inbyggda funktioner för ljud att ge ifrån sig andra ljud och på så sätt har ett nytt instrument skapats.
Med betoning på spontanitet och slumpmässighet har teknikerna för kretsböjning vanligtvis förknippats med brusmusik, även om många fler konventionella samtida musiker och musikgrupper har varit kända för att experimentera med "böjda" instrument. Kretsböjning innebär vanligtvis att demontera maskinen och lägga till komponenter som strömbrytare och potentiometrar som ändrar kretsen. 

## Experimentell process

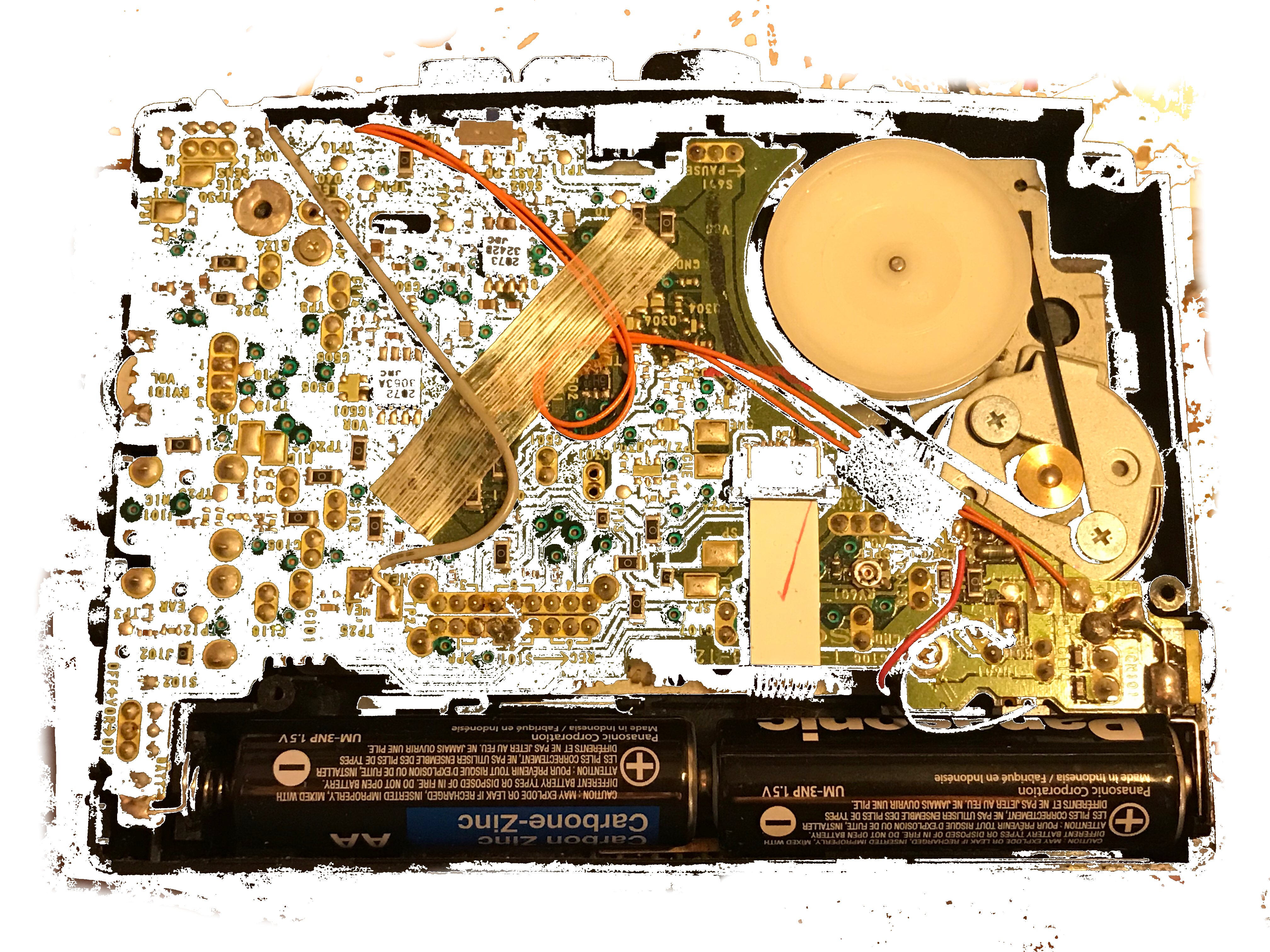
En kretsböjd Walkman

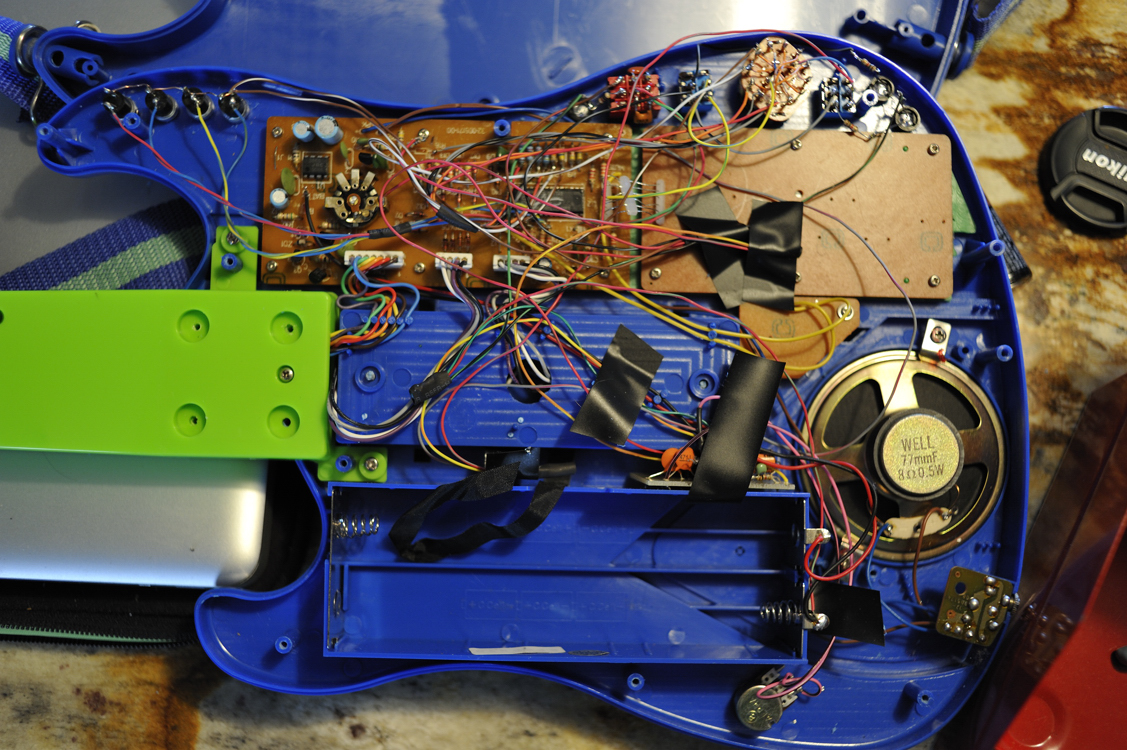
En Kawasaki leksaksgitarr från 1989 som användes i ett kretsböjningsprojekt [https://www.youtube.com/watch?v=NFsA5b9rCdk circuit bending project

Processen med kretsböjning innebär att experimentera med billig begagnad elektronik som producerar ljud, såsom leksaker, tangentbord, trummaskiner och elektroniska inlärningsprodukter.

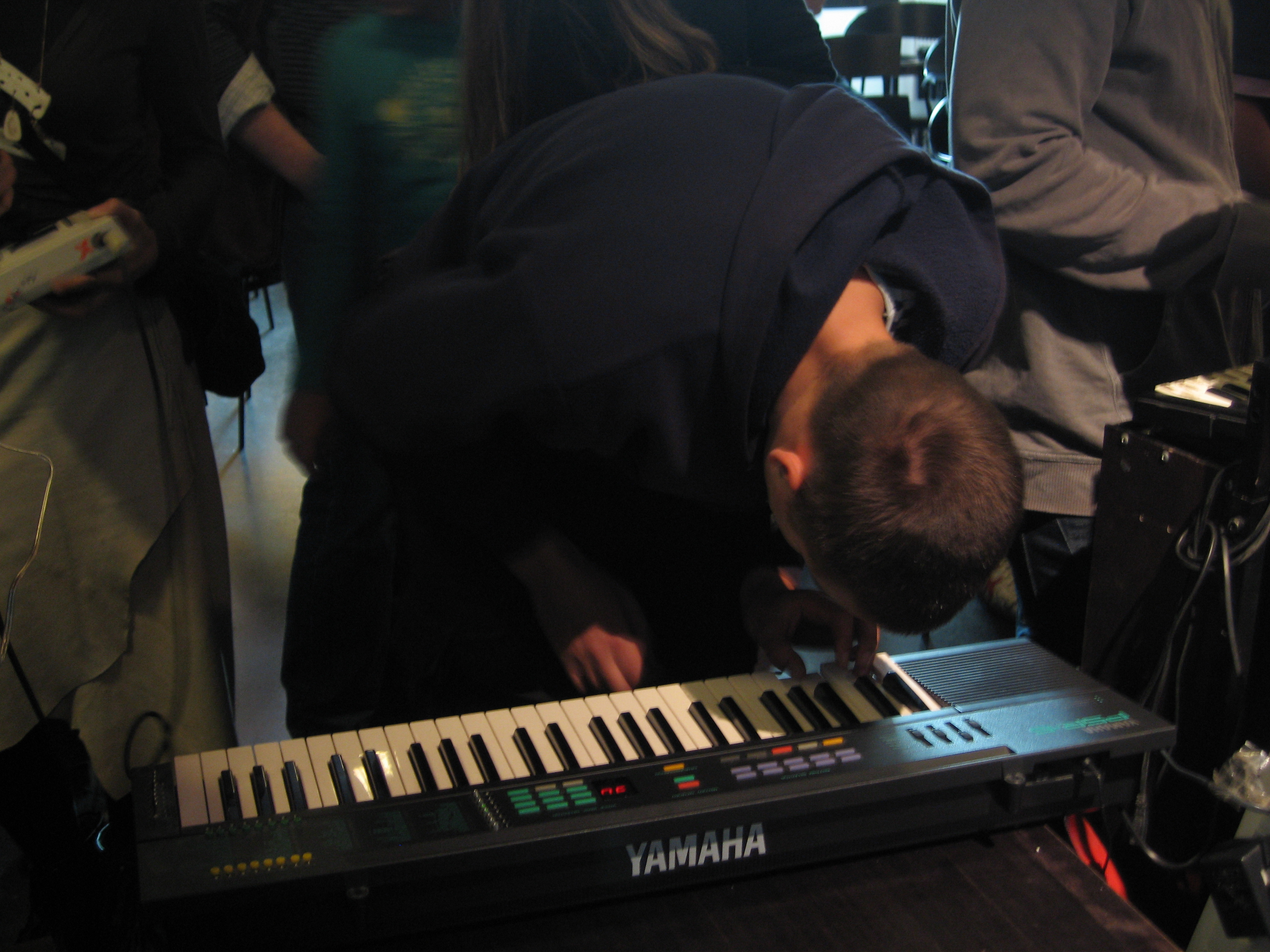
En Yamaha PSR-6 som används i ett kretsböjningsprojekt

## Innovatörer
Även om Ghazala säger att han inte var den första kretsböjaren, myntade han termen Circuit Bending 1992.
Serge Tcherepnin, designer av Serge modulära synthesizers, diskuterade sina tidiga experiment på 1950-talet, med transistorradion, där han hittade känsliga kretspunkter i dessa enkla elektroniska enheter och förde ut dem till "kroppskontakter" på plastchassit. Före Marks och Reeds experiment utforskade andra pionjärer också idén om kroppskontakt, en av de tidigaste var Thaddeus Cahill, vars telharmonium också rapporterades vara beröringskänsligt.
År 1984 började den schweiziska duon Voice Crack skapa musik genom att manipulera vanliga elektroniska enheter i en prakticering som de kallade "knäckt vardagselektronik".